# UD Barbastro
UD Barbastro is een Spaanse voetbalclub uit Barbastro in de regio Aragón. De club komt uit in de Tercera División. Thuiswedstrijden worden afgewerkt in het Estadio Municipal de Deportes de Barbastro, dat een capaciteit van 5.000 plaatsen heeft.

## Geschiedenis
UD Barbastro werd opgericht in 1934. De club speelde sindsdien vooral in lagere Spaanse divisies, waarvan 34 jaar in de Tercera División. Twee seizoenen was UD Barbastro actief in de Segunda División B. Het debuut in deze divisie was in 1989/1990. Nadat de club in 2006 als tweede was geëindigd in de Tercera División, wist UD Barbastro via de play-offs promotie te bewerkstelligen. Een jaar eerder werd de club al kampioen, maar verloor het de play-offs. In het seizoen 2006/2007 speelde UD Barbastro zo opnieuw in de Segunda División B. Destijds eindigde de club als twintigste en daarmee laatste wat degradatie naar de Tercera División betekende.

## Gewonnen prijzen
- Tercera División: 2005